# Thiruvenkatam
Thiruvenkatam (ook wel gespeld als Thiruvengadam) is een panchayatdorp in het district Tenkasi van de Indiase staat Tamil Nadu. 

## Demografie
Volgens de Indiase volkstelling van 2001 wonen er 7.350 mensen in Thiruvenkatam, waarvan 50% mannelijk en 50% vrouwelijk is. De plaats heeft een alfabetiseringsgraad van 66%.